# Hans und Gertrud Zender Stiftung
Die Hans und Gertrud Zender Stiftung ist eine von Hans und Gertrud Zender im Jahr 2004 gegründete Stiftung mit Sitz in Freiburg im Breisgau. Vertreten wird die Stiftung von den Vorständen Gertrud Achenbach-Zender und Jan von Bibra-Achenbach. Der Sitz der Geschäftsführung unter der Leitung von Kristoffer Hug befindet sich in Meersburg am Bodensee.

## Stiftungszweck
Zweck der Stiftung ist die Förderung von Kunst und Kultur, in erster Linie auf dem Gebiet der Neuen Musik und in diesem Rahmen die Förderung mildtätiger Zwecke.
Der Stiftungszweck wird insbesondere verwirklicht durch die Erhaltung und Verbreitung des musikalischen und schriftstellerischen Lebenswerkes von Hans Zender, sowie durch die Unterstützung förderungsbedürftiger Künstler, welche der Avantgarde zuzurechnen sind, z. B. durch die Ausschreibung und Vergabe von Interpretations- und Kompositionspreisen.
Unter Künstler wird hier im Regelfall Musiker verstanden, unter Musiker sind vor allem Instrumentalisten zu verstehen, die sich schwerpunktmäßig der Interpretation Neuer Musik widmen. Es können aber auch Komponisten oder Musikschriftsteller gefördert werden; in Ausnahmefällen auch bildende Künstler bzw. Schriftsteller.
Vorsitzender des Stiftungsrates ist Jörn Peter Hiekel. Weitere Mitglieder sind Frank Gerhardt, Salome Kammer, Cornelius Meister, Senta Möller, Emilio Pomàrico und Frank Reinisch.

## Happy New Ears Preis
Seit 2011 vergibt die Hans und Gertrud Zender Stiftung in Zusammenarbeit mit der Bayerischen Akademie der Schönen Künste, der musica viva und BR-Klassik des Bayerischen Rundfunks alle zwei Jahre die mit dem Cage-Wort betitelte Auszeichnung „Happy New Ears“-Preis. Er teilt sich auf in einen Komponistenpreis und einen Preis für Publizistik zur Neuen Musik. Beide Teile sind ausgestattet mit einem Preisgeld von je 10.000 Euro, wobei der Publizistikpreis auch auf mehrere Personen aufgeteilt werden kann. In Verbindung mit dem Komponistenpreis erhält der Preisträger von der musica viva des Bayerischen Rundfunks einen Kompositionsauftrag für ein Orchesterwerk, das im Anschluss an die Preisverleihung in einem musica viva-Konzert uraufgeführt wird.
»Der Happy New Ears Preis für Komposition – gedacht für wagemutige und nicht am unmittelbaren Erfolg orientierte Kollegen – soll helfen, den Fokus der öffentlichen Aufmerksamkeit von den Reproduzierenden wieder hin zum Herzen der Musik zu lenken: zu den die Probleme und Möglichkeiten unserer Zeit verarbeitenden schöpferischen Geistern. Der Happy New Ears-Preis für Publizistik zur Neuen Musik möchte Menschen danken, welche in der Arbeit ihres Metiers zum Bilden ›Neuer Ohren‹ beitragen.« (Hans Zender)
Die Preise der Stiftung werden nicht ausgeschrieben, eine Bewerbung ist ausgeschlossen. Die Stiftung bestellt für die Bestimmung der Preisträger zwei Findungskommissionen. Mitglieder der Findungskommission zur Verleihung des „Happy New Ears“-Preises für Komposition sind derzeit Winrich Hopp, Isabel Mundry und Emilio Pomàrico. Mitglieder der Findungskommission zur Verleihung des „Happy New Ears“- Preises für Publizistik zur Neuen Musik sind derzeit Meret Forster, Peter Gülke und Jörn Peter Hiekel.

### Preisträger
- 2021 für Komposition: Liza Lim, für Publizistik zur Neuen Musik: Gianmario Borio[6]
- 2019 für Komposition: Klaus Ospald[7], für Publizistik zur Neuen Musik: Jörn Peter Hiekel[8]
- 2017 für Komposition: Mark Andre, für Publizistik zur Neuen Musik: Dieter Mersch[9]
- 2015 für Komposition: Rebecca Saunders, für Publizistik zur Neuen Musik: Gerhard Rohde. Förderpreisträger: Christian Grüny[10]
- 2013 für Komposition: Isabel Mundry, für Publizistik zur Neuen Musik: Martin Zenck. Förderpreisträger: Håvard Enge[11]
- 2011 für Komposition: Enno Poppe, für Publizistik zur Neuen Musik: Philippe Albèra[12]

## Ensemble Förderung
Die Zender Stiftung fördert jährlich das Ensemble Modern, die Internationale Ensemble Modern Akademie und deren Hans Zender Akademie.
Das Institut für Neue Musik und Musikerziehung Darmstadt erhält eine jährliche Förderung für die Frühjahrstagung.
Zudem vergibt die Stiftung Förderstipendien für Kammer- und Ensemblemusik. Gefördert werden Projekte, die sich mit der Erarbeitung und Aufführung von Kompositionen Hans Zenders befassen. Die Bewerbungen müssen sich dabei nicht ausschließlich auf Werke Hans Zenders beziehen, diese Werke sollen jedoch einen zentralen Bestandteil des zu erarbeitenden Programms bilden. Gefördert werden kammermusikalische Besetzungen und Ensembles in beliebiger Zusammensetzung (instrumental, vokal, mit oder ohne Elektronik). Die Stipendien werden international vergeben. Ein besonderer Schwerpunkt liegt auf der Förderung jüngerer Ensembles. Die maximale Förderungssumme beträgt 15.000 EUR. Für die Bewerbung sind folgende Unterlagen einzureichen: detaillierte Projektbeschreibung inkl. Angaben zum Zeitraum sowie zu den Orten der Arbeitsphasen und geplanten Aufführungen, Kostenplan, Informationen zu den Mitwirkenden.
Gefördert wurden bisher:
- der/gelbe/Klang – Ensemble für aktuelle Musik[16]
- Grow String Quartet
- Ensemble Aventure
- Arditti Quartet[17]

## Meersburger KonzertGespräche
Die Meersburger KonzertGespräche sind eines der Vermächtnisse, die der Musik- und Sprachkünstler Hans Zender hinterlassen hat. Vom Meersburger Glaserhäusle aus, wo er im Oktober 2019 verstarb, hat er das kleine Festival im September 2018 gegründet. Als interdisziplinär orientierter Künstler par excellence versuchte er als Dirigent und Autor brillanter Essays stets, dem Wesen des Hörens auf die Spur zu kommen. Regelmäßig ist mit dem Ensemble Modern eines der führenden Ensembles für zeitgenössische Musik in Meersburg zu Gast. Gemeinsam mit der Internationalen Ensemble Modern Akademie, der Ausbildungsstätte des Ensemble Modern, geben die Musikerinnen und Musiker spannende Einblicke in zeitgenössische Kompositionen.
Mit Hans Zender als Komponisten, Initiator und Denker verbindet das Ensemble Modern eine tiefe und langjährige Freundschaft. Er gab Impulse zur Gründung des Ensemble Modern, 1993 initiierte er die Gesprächskonzertreihe ›Happy New Ears‹, die 2018 ihre 100. Ausgabe erlebte. Der Patronatsgesellschaft des Ensemble Modern e. V. ist die Hans und Gertrud Zender Stiftung eine maßgebliche Stütze. Mit ihrer Stiftung bündelt das Ehepaar Zender das künstlerische und kulturpolitische Engagement, mit dem es sich seit Jahrzehnten für einen wachen Umgang mit Musik und mit Neugier und Offenheit für das Werk zahlreicher zeitgenössischer Komponistinnen und Komponisten einsetzte.